# Grand Prix de Plumelec 1978
Il Grand Prix de Plumelec 1978, quinta edizione della corsa, si svolse il 14 maggio su un percorso con partenza e arrivo a Plumelec. Fu vinto dal francese Raymond Martin della Miko-Mercier-Hutchinson davanti ai suoi connazionali Pierre Bazzo e Régis Delepine.

## Ordine d'arrivo (Top 10)
| Pos. | Corridore           | Squadra                 | Tempo |
| ---- | ------------------- | ----------------------- | ----- |
| 1    | Raymond Martin      | Miko-Mercier-Hutchinson |       |
| 2    | Pierre Bazzo        | Lejeune-BP              |       |
| 3    | Régis Delepine      | Peugeot-Esso-Michelin   |       |
| 4    | Robert Alban        | Miko-Mercier-Hutchinson |       |
| 5    | Hubert Linard       | Peugeot-Esso-Michelin   |       |
| 6    | Maurice Le Guilloux | Miko-Mercier-Hutchinson |       |
| 7    | Jean Chassang       | Renault-Gitane          |       |
| 8    | Christian Muselet   | Flandria-Velda-Lano     |       |
| 9    | Alain De Carvalho   | Fiat                    |       |
| 10   | Sven-Åke Nilsson    | Miko-Mercier-Hutchinson |       |